# Ömer Amaçtan
Ömer Amaçtan (* 5. Mai 2001 in Van) ist ein türkischer Leichtathlet, der sich auf den Langstreckenlauf spezialisiert hat.

## Sportliche Laufbahn
Erste internationale Erfahrungen sammelte Ömer Amaçtan im Jahr 2017, als er bei den U20-Balkan-Hallenmeisterschaften in Istanbul in 3:54,97 min die Silbermedaille im 1500-Meter-Lauf gewann. Anschließend siegte er in 8:35,32 min beim Europäischen Olympischen Jugendfestival (EYOF) in Győr über 3000 Meter und gelangte bei den Crosslauf-Europameisterschaften in Šamorín nach 19:13 min auf den 26. Platz im U20-Rennen und sicherte sich in der Teamwertung die Bronzemedaille. Im Jahr darauf gewann er bei den U20-Balkan-Meisterschaften in Sofia in 8:26,08 min die Silbermedaille im 3000-Meter-Lauf und im Juli gewann er bei den U18-Europameisterschaften in Győr in 8:28,04 min ebenfalls die Silbermedaille. Anschließend startete er bei den Olympischen Jugendspielen in Buenos Aires und gelangte dort auf den achten Platz. 2019 gewann er bei den U20-Europameisterschaften in Borås in 8:17,51 min die Bronzemedaille über 3000 Meter und belegte in 14:53,33 min den fünften Platz im 5000-Meter-Lauf. Im Jahr darauf gewann er bei den U20-Balkan-Meisterschaften in Istanbul in 8:19,94 min die Silbermedaille über 3000 Meter und anschließend gewann er bei den Balkan-Meisterschaften in Cluj-Napoca in 8:13,66 min die Bronzemedaille über 3000 Meter hinter dem Armenier Jerwand Mkrttschjan und Dino Bošnjak aus Kroatien. Zudem gewann er über 5000 Meter in 14:17,30 min die Bronzemedaille hinter dem Moldauer Maxim Răileanu und Nicolae Soare aus Rumänien. 2021 gewann er bei den Balkan-Meisterschaften in Smederevo in 8:09,34 min die Bronzemedaille über 3000 Meter hinter Soare und dem Kroaten Bošnjak. Anschließend belegte er bei den U23-Europameisterschaften in Tallinn in 14:22,90 min den sechsten Platz im B-Lauf über 5000 Meter und gelangte über 10.000 Meter mit 29:50,34 min auf Rang zehn. Im Dezember wurde er bei den Crosslauf-Europameisterschaften in Dublin nach 25:20 min auf den 20. Platz im U23-Rennen. Im Jahr darauf gewann er bei den Balkan-Meisterschaften in Craiova in 8:14,40 min die Bronzemedaille über 3000 Meter hinter seinem Landsmann Ramazan Barbaros und dem Kroaten Dino Bošnjak. 2023 wurde er bei den U23-Europameisterschaften in Espoo in 29:50,68 min Elfter über 10.000 Meter und anschließend belegte er bei den World University Games in Chengdu in 29:51,09 min den sechsten Platz. Zudem gelangte er im Halbmarathon mit 1:05:18 h auf den fünften Platz und sicherte sich in der Teamwertung die Goldmedaille. Im Dezember wurde er bei den Crosslauf-Europameisterschaften in Brüssel nach 26:06 min auf den 63. Platz im U23-Rennen.
2025 wurde er bei den World University Games in Bochum in 29:38,87 min 15. über 10.000 Meter und gelangte im Halbmarathon mit 1:08:14 h auf Rang 31.

## Persönliche Bestleistungen
- 3000 Meter: 8:09,34 min, 27. Juni 2021 in Smederevo
  - 3000 Meter (Halle): 8:22,40 min, 24. Februar 2019 in Istanbul
- 5000 Meter: 13:55,06 min, 9. August 2025 in Oordegem
- 10.000 Meter: 28:40,08 min, 6. Mai 2023 in Mersin
- Halbmarathon: 1:04:53 h, 23. Februar 2025 in Trabzon